# Niels Juel (1918)
«Нільс Юель» був навчальним кораблем, побудованим для Королівського флоту Данії між 1914 і 1923 роками. Названий на честь данського адмірала, який переміг у битві зі шведами у XVII ст. При закладені класифікувався як броненосець берегової оборони, після зміни проєкту як броньований крейсер.

## Конструкція
Спочатку спроєктований перед Першою світовою війною як подібний на монітор, розвиток проєкту броненосців берегової оборони типу «Герлуф Тролле».
Будівництво сповільнилося через війну, і він був перепроєктований як навчальний крейсер, для чого йому наростили надводний борт та зменшили головний калібр з 305 мм до 150 мм.

## Історія служби
Увійшовши до складу флоту 1923 році, він здійснив навчальні походи до Чорного та Середземного морів, Південної Америки та численні короткі відвідування портів у північній Європі. Корабель часто служив флагманом і іноді використовувався як королівська яхта для відвідин заморських володінь Данії та інших країн.

## Друга світова війна
«Нільс Юель» був значно модернізований у середині 1930-х років і залишався в експлуатації після того, як нацистська Німеччина окупувала Данію в 1940 році. Коли німці намагалися захопити данський флот у серпні 1943 року, корабель спробував втекти до Швеції, але був атакований і пошкоджений німецькими бомбардувальниками. Екіпаж навмисно посадив корабель на мілину, щоб не допустити його захоплення окупантами, але у цілому «Нільс Юель» не отримав серйозних пошкоджень.
Через кілька місяців корабель зняли з мілини і відремонтовали німцями. Вони перейменували його в «Нордланд» і використовували як навчальний корабель. Німецький екіпаж затопив його у травні 1945 року, а уламки корабля вдалося підняти в 1952 році.